# Румынизация
Румынизация (рум. românizare) — термин, используемый для описания политики этно-культурной ассимиляции, осуществляемой румынскими властями в отношении нероманских народов Румынии в XX веке.

## История
В королевской Румынии, территория которой значительно расширилась после распада Австро-Венгрии в 1918 г. за счёт Трансильвании и Буковины, а также аннексии бывшей российской Бессарабии в 1920—1940 гг., усилились гонения на национальные меньшинства, которые теперь составляли около четверти населения страны. Румынские власти постоянно подозревали венгров, немцев, русских, украинцев, болгар и русин в реваншизме. Хотя обе румынские Конституции (1923 и 1938 годов) признавали равенство всех граждан вне зависимости от их национальной принадлежности, власти проводили политику насаждения румынского языка. Например, уже в 1919 году вышел декрет о переименовании населенных пунктов Буковины, в 1927 году было предписано дублировать все объявления и вывески переводом на румынский язык. Румынизация коснулась сферы образования — ряд школ был румынизирован, а в 1925 году даже в частных школах было предписано преподавать на румынском языке ряд предметов.

### Славяне
Румынизация касалась русских, украинцев и русин. К примеру, на русском языке запрещалось даже молиться в русских монастырях. Гуцулы были признаны румынами, забывшими родной язык. Численность украинцев в королевстве сокращалась особенно быстро, в основном в результате эмиграции:
- 1919 г., перепись: всего 16.250.000 чел., в том числе украинцы 763.750 чел. (4,7 %)
- 1930 г., перепись: всего 18.025.896 чел., в том числе украинцы 576,828 чел. (3,2 %)

В Буковине был румынизирован Черновицкий университет, закрыт ряд украинских школ и гимназий, ликвидирована кафедра украинистики.

### Трансильванские саксыибуковинские немцы
Довольно жёсткая румынизация не в последнюю очередь объяснялась ответной реакцией румын на ассимиляторскую политики предыдущего руководства (см. мадьяризация и германизация), в результате которой значительная часть румынских помещиков в Трансильвании омадьярилась. Для исправления этой ситуации в 1920 г. Черновицкий университет был переведён с немецкого на румынский язык обучения.

### Венгры в Румынии
Отношение румынских властей к самому большому в стране венгерскому меньшинству оставалось неоднозначным. Под давлением СССР, в 1952 г. в Румынии была создана Венгерская автономная область. Но уже в декабре 1960 года переименована в Муреш-Венгерскую область (по реке Муреш), а её территория изменена (см. карту): площадь области в этот период составляла 12,25 тысяч км, население 806 тысяч чел. (1960). После перекройки границ процент венгерского населения в области снизился с 77 % до 62 %. На промышленные объекты бывшей столицы области — г. Тыргу-Муреш начался активный приток румын из сёл. В результате, по переписи 2002 г. доля венгров в городе упала до 46 %. В 1968 автономная область была упразднена в процессе административно-территориальной реформы, отменившей области и вернувшей традиционное деление Румынии на этнически недифференцированные уезды (жудецы). При этом была ликвидирована и автономия венгров, которую они пытались восстановить несмотря на продолжающееся сокращение их абсолютной и относительной доли в населении страны.